# Hermann von Nördlinger
Hermann von Nördlinger, född 13 augusti 1818 i Stuttgart, död 19 januari 1897 i Ludwigsburg, var en tysk skogsman. 
Nördlinger blev 1845 professor vid Akademien för lant- och skogsbruk i Hohenheim och var 1881-90 professor vid universitetet i Tübingen. Han utgav bland annat Querschnitte von Holzarten (elva band, vart och ett om 100 trädarter, 1852-82), Die technischen Eigenschaften der Hölzer (1860), Deutsche Forstbotanik (två band, 1874-76) och Lehrbuch des Forstschutzes (1884). Han var 1860-71 redaktör för "Kritische Blätter für Forst- und Jagdwissenschaft".